# Nils Nordenskiöld
Nils Gustaf Nordenskiöld, född den 12 oktober 1792 på Frugård i Nyland, död den 21 februari 1866 i Helsingfors, var en finländsk mineralog och statsråd.

## Biografi
Nils Gustaf Nordenskiöld var det tionde av tretton barn till översten Adolph Gustaf Nordenskiöld och Hedvig Lilliehöök af Fårdala. Han blev 1811 student vid Kejserliga Akademien i Åbo och avlade 1813 juridisk ämbetsexamen. Han uppmärksammades emellertid snart för sin stora mineralkännedom. Med stöd av greve N. Kumjantzov studerade han sedan 1816 för Jöns Jacob Berzelius, avlade i Uppsala bergsexamen 1817 och utnämndes 1818 till bergmästare i Finland. Åren 1819-20 var han åter hos Berzelius i Sverige, där han dröjde halvtannat år, och bedrev därefter till slutet av 1823 studier i Tyskland, Frankrike och England.
Under åren 1824-55 var Nordenskiöld överintendent för Bergsstyrelsen i Finland och betraktas som den finländska mineralogins fader. Landets flesta malmstreck upptäcktes på hans tid under malmletningar, anordnade främst i sydvästra Finland, och kännedomen om mineralförekomsterna i landet mångfaldigades. Redan 1820 utgav han Bidrag till närmare kännedom af Finlands mineralier och geognosie.
Nordenskiöld var den förste som närmare undersökte en meteorit, den från Luotolax, och konstaterade, att i meteoriterna fanns samma kemiska element som i telluriska kroppar. Dessutom bestämde och beskrev han omkring 20 nya mineralspecies. Enligt en allmänt populär men kontroversiell historia upptäcktes ädelstenen Alexandrit av Nordenskiöld på tsar Alexanders sextonde födelsedag den 17 april 1834 och heter Alexandrit för att hedra den framtida tsaren av det ryska imperiet.
Han utarbetade även ett examinationssystem, grundat på kristallformen, hårdheten och specifika vikten, och han framställde ett eget mineralsystem (1827; tredje upplagan på tyska 1849), i vilket mineralen ordnades efter kemisk-atomistiska formler. 1840 blev han filosofie doktor i Helsingfors, och 1855 statsråd.
I Beitrag zur Kenntniss der Schrammen in Finnland (1860) söker han förklara istidens fenomen genom vattnets och isens gemensamma verkan. Hans förslag till Finlands geologiska undersökning och kartläggning (1857) kom ej till utförande. Finska Vetenskapssocieteten hade i honom sin förste upphovsman. Han var även ledamot av svenska Vetenskapsakademien (1853) och en mängd andra vetenskapliga samfund.
Nordenskiöld var gift med Margareta von Haartman, som var dotter till Lars Gabriel von Haartman och Fredrika Fock, samt blev far till Adolf Erik Nordenskiöld.